# Mahmoud al-Werfalli
Mahmoud Mustafa Busayf al-Werfalli (nascido em 1978 – Bengasi, 24 de março de 2021) foi um comandante da al-Saiqa, uma unidade de elite do Exército Nacional Líbio, uma das facções em guerra na Segunda Guerra Civil Líbia. Al-Werfalli foi indiciado em 2017 pelo Tribunal Penal Internacional (TPI) por crimes de guerra.
Al-Werfalli foi membro da tribo Warfalla, que era leal ao antigo governante líbio Muammar Gaddafi e do qual muitos membros das forças de segurança de Gaddafi foram recrutados. Al-Werfalli começou sua carreira no exército líbio em 2000 depois de se formar no colégio militar do país. Tornou-se membro da unidade de elite al-Saiqa e permaneceu membro quando a Guerra Civil Líbia contra o governo Gaddafi começou em 2011. Logo depois, a al-Saiqa, sob o comando de Wanis Bukhmada, desertou e se juntou aos rebeldes.
Após o fim do governo de Gaddafi, al-Saiqa alinhou-se com o Exército Nacional Líbio, liderado por Khalifa Haftar, e lutou contra o Conselho da Shura de Revolucionários de Bengazi na cidade de Bengazi e em seus arredores de 2014 a 2017 em uma batalha pelo controle da cidade. A cerca de 2017, al-Werfalli era um comandante regional da al-Saiqa e supervisionava pelo menos um centro de detenção. Nesse ano, al-Werfalli ganhou notoriedade internacional ao aparecer em vídeos publicados pelas contas de redes sociais da al-Saiqa que o mostravam executando ou ordenando a execução dos prisioneiros. No total sete vídeos foram publicados. Um vídeo em particular retratava a execução de vinte homens. As ações de al-Werfalli foram examinadas pelo Escritório do Alto Comissário das Nações Unidas para os Direitos Humanos, que documentou vários desses incidentes e pediu uma investigação completa.
Mahmoud al-Werfalli foi indiciado em 15 de agosto de 2017 por crimes de guerra com relação à situação na Líbia. Dois dias depois de o Tribunal ter emitido o mandado de prisão, o Exército Nacional Líbio anunciou que havia prendido al-Werfalli e que ele estava sob investigação. No entanto, ele não foi transferido para a custódia do TPI.
Al-Werfalli foi assassinado em 24 de março de 2021 em Bengasi.